# Bindungsstärke (Chemie)
Die Bindungsstärke bezeichnet in der Chemie die Energie, die aufgewendet werden muss, um eine  Bindung zu brechen. Qualitativ kann man die Bindungsstärke aus folgenden Parametern abschätzen: Bindungslänge, Bindungstyp (einfach, doppel, dreifach, aromatisch) und den beteiligten Atomen.